# Homogenes rubrogaster
Homogenes rubrogaster là một loài bọ cánh cứng trong họ Cerambycidae.